# Hegyi József (épületgépész)
Hegyi József (Mindszentpuszta - akkor Mezőörs része, 1902. november 19. – Budapest, 1986. március 28.) magyar épületgépész, fémnyílászáró szerkezetek tervezője.
Nagyszülei, Hegyi Károly és Enyingi Trézsi az 1880-as évek közepén 6 gyermekkel költöztek a Győr-megyei Nagyécsfaluból (ma Écs) a Mezőörs és Pér között fekvő Mindszentpusztára, ahol még 2 gyermekük született. Édesapja, Hegyi Mihály és annak két testvére (György és János) mindszenti gazdálkodók lettek, egy másik nagybátyja (Károly) Hegyi Damján néven pap lett, nagynénjei pedig férjhez mentek és elköltöztek a faluból. Édesapja 1915-ben hősi halált halt a szerb fronton, így Hegyi József korán önálló életre kényszerült. Később édesanyja, a bársonyosi születésű Fejér Teréz is viszonylag fiatalon, 56 évesen hunyt el. Két fiatalabb testvére nőtt fel, Hegyi Aladár és Hegyi István, akik Mindszenten maradtak, de Aladár később Győrbe költözött.
A mindszenti elemi iskolai éveket követően a Győri Bencés Gimnáziumban érettségizett, majd erdőmérnöki pályára készült, de – mivel Trianon következtében erdeink nagy részét elveszítettük – végül a budapesti Magyar Királyi Állami Felsőipariskolát (a Bánki Donát Műszaki Főiskola elődje) végezte el 1923-ban.
Még abban az évben a Haas és Somogyi speciális üveg- és vasszerkezetek gyára Rt.-nél (az államosítás után Fémmunkás Rt.) helyezkedett el, ahol rövidesen portáltervező lett. Munkája mellett elvégezte az Iparművészeti Főiskolát is.
1927-től már önálló munkakörben tervezte a különleges épületlakatos munkákat, majd hamarosan az angyalföldi gyár főmérnöke lett és 1954-ig irányította annak munkáját. Amelyik épületen még fellelhető a „Haas és Somogyi” felirat (pl. a galyatetői Nagyszálló bejárati portálján), ahhoz tervezőként vagy főmérnökként biztosan köze volt.
Pályáját tervezőintézeteknél, az Ipartervnél, majd alapítóként a Tervezésfejlesztési és Típustervező Intézetnél (TTI) folytatta.
Nyugdíjba vonulása előtti utolsó munkája az első magyar függönyfalas magas épület, az Üllői út melletti Kísérleti Orvostudományi Kutatóintézet (KOKI) függönyfalának szaktervezése volt, 1962-63-ban. Nyugdíjasként még hosszú évekig aktív szakértője volt egy másik tervezőintézetnek, a Budapesti Városépítési Tervező Irodának (Buváti).
Több, mint 40 évi aktív munkásságának eredményei: a régi Budapest majd minden bronz és acél portálja, az ország legjelentősebb ipari nagyüzemeinek acélablakai, kapui, majd modern alumínium nyílászárói. Szabadalmai közül kiemelkedik a hermetika acélablak (1933) és az első magyar alumíniumablak (1949).
Feleségével, az erdélyi szász családból származó Wester Annával csaknem 58 évet éltek házasságban, amikor felesége – 1981-ben, éppen a megismerkedésük évfordulóján – meghalt. Öt évvel később Hegyi is elhunyt. Mindketten a mindszentpusztai temetőben nyugszanak.
Leányuk, Hegyi Éva tisztviselő, fiuk, Hegyi Adorján operaénekes lett. Nagyobbik unokájuk, Vámos-Hegyi Attila építészmérnöki és közgazdász végzettséget szerzett, őt a magyar mobilmarketing elindítójaként és a magyar direkt marketing egyik meghatározó egyéniségeként tartják számon. Hegyi József alkotó szellemét most már déd- és ükunokái viszik tovább.